# Євстахій Еразм Санґушко
Євстахій Еразм Санґушко — князь гербу Погоня (нар. 26 жовтня 1768, Радинь — пом. 2 грудня 1844, Славута) — пан на Тарнові, Вежхославицях, Лукавиці, Порембі, Скжишові, Шонвальді, Залясовій, Лісягужій, Славуті, Антонінах, Білогородці, Корниці, Поляховій, Шепетівці, Іллінцях. Річпосполитський генерал, учасник польсько-російської війни 1792 року, повстання під проводом Костюшка, наполеонівських війн, масон.

## Біографічні дані

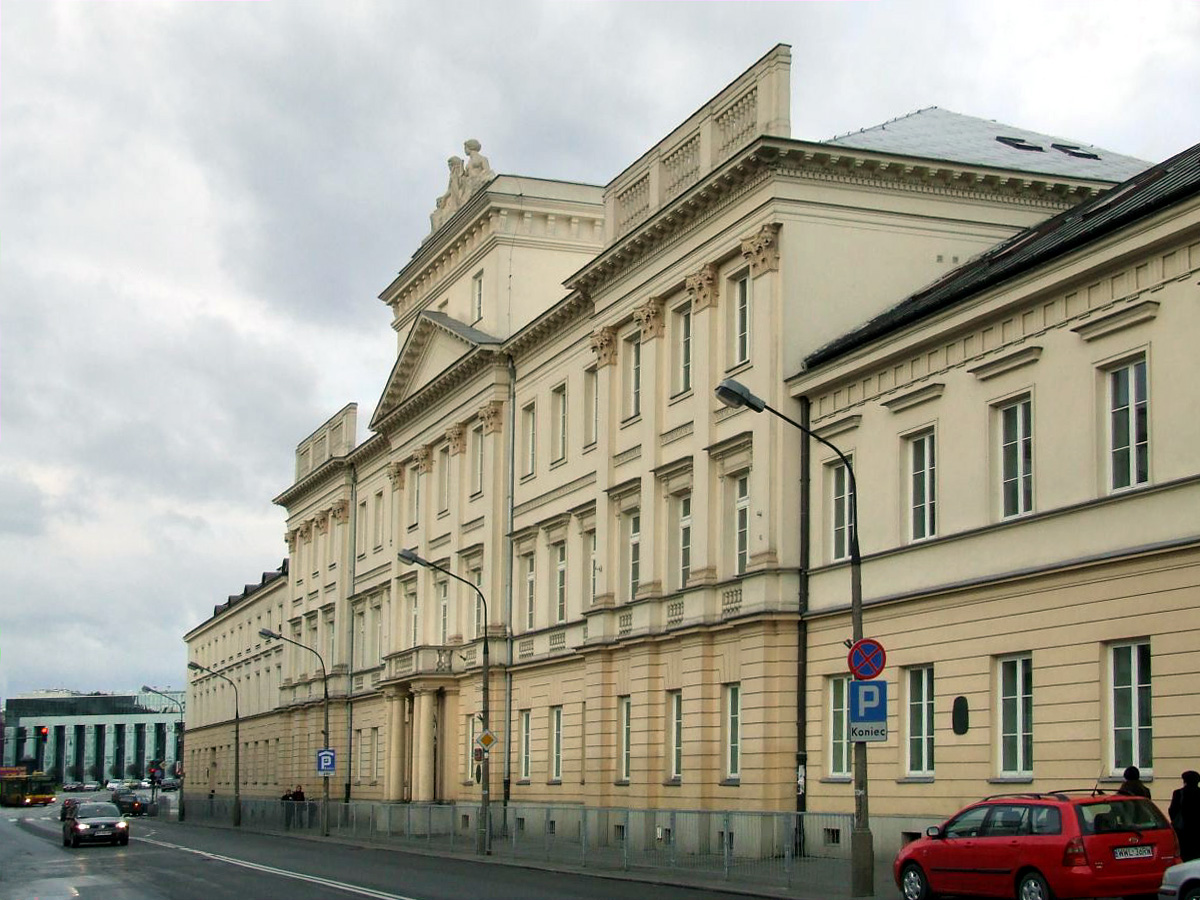
«Collegium Nobilium» (Варшава)

Народився в сім'ї князя Ієроніма Януша Санґушка і Урсули Сесилії Санґушкової. У віці 4-х років втратив матір, виховувався у 1771—1774 р. під наглядом сестри бабусі Катажини Коссаковскої з Потоцьких. Пізніше перебував на дворі бабці Барбари з Дунінів, яка опікувалась його освітою. Навчався в «Collegium Nobilium» (Варшава). Після повторного одруження батька за його бажанням був відісланий здобувати військову освіту до Варшави, а згодом до Страсбурга.
У п'ятнадцятирічному віці вступив на французьку військову службу до полку драгунів Royal-Allemand. 1783 повернувся до Речі Посполитої на службу до лав національної кавалерії. У 1785 р. подорожував Європою, зокрема, був у Італії. Разом з ним перебував Станіслав Костка Потоцький.
Повернувся додому, вступив до лав війська польського. Незважаючи на молодий вік, у 1788 р. просив Анджея Козьмяна відмовитись бути послом; був обраний на Чотирирічний сейм від Любельського воєводства. Засідав у Посольській ізбі. На сесії 9 січня 1789 р. інформував, що під час Різдва, перебуваючи на Волині, помітив збурення серед селян, тому просив короля вислати туди військо. 3 лютого став ротмістром, 5 листопада майором кавалерії народової в бригаді Міхала Вельгорського.
З початком війни з Росією, 1792 року повернувся до війська в званні майора національної кавалерії.
Герой битви під Заславом 18 червня 1792 року. Нагороджений Орденом Virtuti Militari особисто з рук короля Станіслава II Августа Понятовського.
1793 року через загрозу конфіскації маєтків перебував на аудієнції в російської імператриці Катерини ІІ, яка, на знак приязні, подарувала йому білого скакуна і призначила командувачем Тамбовського драгунського полку в званні генерал-майора.
1794 р., прямуючи до Варшави на підтримку костюшківського повстання, був затриманий польським генералом Мадаліньським і зарахований до війська як стрілець, проте згодом призначений на командувача дивізії. Відзначився в битві під Щекоцінами, врятувавши життя провідникові Тадеушу Костюшку.
Після поразки повстання смертний вирок князеві замінено на обмеження у праві пересування. Мешкав як невиїзний в своїй славутській резиденції аж до смерті імператриці. Поновлений у правах імператором Павлом І.
Наприкінці 1811 долучився до війська французького імператора Наполеона Бонапарта. За своє звитяжство у війні проти росіян був нагороджений Великим Хрестом ордену Почесного легіону і отримав звання генерала дивізії.
21 грудня 1812 обраний віце-регіментарем Польського королівства. Після перетину французькою армією кордону Німеччини подав у відставку і поїхав до Галичини, звідки, отримавши помилування від російського імператора Олександра, повернувся на Волинь. Важко переживав заслання сина вглиб Росії, докладав зусиль для його повернення додому: 2 рази, за дозволом царя Ніколая І, Роман відвідував батьків. До кінця життя мешкав у Славуті. Помер в місті, був похований в місцевому костелі святої Дороти 10 грудня 1844 р.

## Сім'я
Одружився з Клементиною Чорторийською. Залишив двох синів: Романа і Владислава. Дочка Дорота (13.4.1799 — 3.5.1821) за порадою тата (для утримання статків в родині) вийшла заміж за його стриєчного брата Кароля — сина Януша Санґушка, дідича маєтків заславських, також Смолян, Толочина. 19 липня 1819 р. розлучилися, чоловік до смерті у 1840 р. самотньо жив у Заславі. Разом з мамою виїхала до бабці, померла від запалення легень в Римі. Забальзамоване тіло Климентина привезла 1822 р. до Славути, було поховане в крипті костелу святої Дороти. Смерть доньки важко переживав, написав вірші «На смерть доньки Дороти», «Доньці» (польською).

## Власність, економічна діяльність
По смерті батька успадкував величезний маєток: Славута, Антоніни (після одруження було збудовано літню резиденцію; були парк, сад, оранжерея (1803 р.), колекція з 3500 видів квітів, якими опікувалась дружина), Білогородка (Волинська губернія), Іллінецький ключ (Київська губернія), Тарновське графство з Гумниськами.
Засновував громадські каси, дешеві магазини живності, одягу, взуття, реманенту. В Славуті, Білогородці, Шепетівці, Корниці заснував допомогові банки. У Тарнові у 1813—1826 р. було його коштом збудовано броварню — перше сучасне підприємство у місті. Мав у Славуті стада расових коней арабської породи, привезених з Сирії (в Алеппо мав агента — араба Арутина, який допомагав у 1816 р. купувати коней конюшому Томашу Мошиньскі).

## Вшанування
На честь Євстахія Еразма Санґушка названо перевал Маковського бескиду Західних Карпат.